# (16975) Delamere
(16975) Delamere (1998 YX29) – planetoida z grupy pasa głównego asteroid okrążająca Słońce w ciągu 3,7 lat w średniej odległości 2,39 j.a. Odkryta 27 grudnia 1998 roku.